# Conflicto en el Líbano (2011-2017)
El Conflicto del Líbano fue la extensión de la guerra civil siria al vecino Líbano, en el que han vuelto los enfrentamientos violentos entre opositores y partidarios del régimen sirio. En mayo de 2012 el conflicto iniciado en el norte y en el sur del país el año anterior se extendió a Beirut y desde entonces decenas de personas han muerto y cientos más han resultado heridas en los enfrentamientos. En agosto de 2012 la violencia sectaria también estalló en Trípoli. El gobierno libanés está dominado por la Alianza del 8 de marzo, considerada como apoyo al gobierno sirio.
El 30 de abril de 2017 el ejército árabe sirio y la milicia chií libanesa Hezbolá lograron tomar el total control de la frontera entre Siria y Líbano. El 27 de agosto de 2017, el remanente del ISIS en el occidente de Qalamun acordó el alto al fuego con el Ejército Libanés en Líbano, y con Hezbolá y el Ejército Sirio del lado sirio de la frontera. Al día siguiente, los combatitientes del ISIS incendiaron su cuartel general en el área y se prepararon para ser evacuados a Abu Kamal (en Siria). Con el retiro del ISIS, el gobierno libanés recuperó el control total del territorio del Líbano por primera vez en 6 años.

## Antecedentes
Desde la Revolución de los Cedros en 2005 y la retirada de las fuerzas de ocupación sirias del país, el espectro político libanés se ha dividido entre el gobierno anti-sirio Alianza del 14 de marzo y el gobierno pro-sirio Alianza del 8 de marzo. La Alianza 14 de Marzo, liderada por el Movimiento Futuro sunita musulmana, que está aliado con el Partido Kataeb cristiano maronita, ha pedido ayuda libanés al Ejército Sirio Libre y tomar una postura más firme contra el gobierno sirio.
Esto ha sido rechazado por el gobernante alianza 8 de Marzo, que incluye el Hezbolá chiita y sus aliados, como la maronita Movimiento Patriótico Libre, entre otros. En agosto, The Jerusalem Post informó que los manifestantes, enfurecidos por el apoyo de Hezbolá para que el gobierno de Siria, quemaron banderas de Hezbollah y las imágenes de su líder Hassan Nasrallah en varios lugares en Siria. Manifestantes progubernamentales contrarrestada por las acciones que lleva carteles de Nasrallah. Hezbollah estados que apoyan un proceso de reformas en Siria y que también están en contra de las parcelas de Estados Unidos para desestabilizar e interferir en Siria, en medio de comentarios de los EE.UU. La secretaria de Estado Hillary Clinton que debería ser "muy claro para los que apoyan a Asad [el] 'régimen "[que] sus días están contados". Se informó que, "las ventas de armas en el mercado negro en el Líbano se han disparado en las últimas semanas debido a la demanda en Siria". En junio de 2011, los enfrentamientos en la ciudad libanesa de Trípoli entre los miembros de la minoría alauita, leales al presidente sirio, Bashar al-Asad, y los miembros de la mayoría sunita dejó siete muertos.

## Cronología

### Primeros incidentes
En los enfrentamientos entre facciones en Trípoli, siete personas murieron y 59 resultaron heridas el 17 de junio. Los enfrentamientos armados estallaron después de una manifestación en apoyo de los manifestantes sirios. La lucha estalló entre hombres armados situados en los barrios rivales de Jabal Mohsen (principalmente alauitas que apoyan al gobierno sirio) y Bab al-Tabbaneh (principalmente suníes, apoyando el levantamiento sirio). Entre los muertos había un soldado del ejército libanés y un funcionario del Partido Democrático Árabe alauita.
Entre el 10 y el 11 de febrero de 2012, dos o tres personas murieron en enfrentamientos en la norteña ciudad libanesa de Trípoli, en los barrios de Jabal Mohsen y Bab al-Tebbaneh. Una intervención por parte del Ejército libanés dio lugar a la lesión de los seis soldados.
El 29 de abril de 2012, la armada libanesa incautó un cargamento grande de armas y municiones a bordo del buque contenedor "Lutfallah II", que se dirigía hacia el puerto de Trípoli, en el norte de Líbano antes de que fuera interceptado. El barco había comenzado su viaje desde Libia y algunas de las armas en él fueron etiquetados como "Libia". Según la BBC, en general se cree que el envío estaba destinado a los rebeldes en Siria. Cuatro personas resultaron heridas durante un enfrentamiento entre los partidarios de la oposición siria y los partidarios sunitas de Asad del Movimiento Tawhid.

### Enfrentamientos en Beirut
El 20 de mayo, por la tarde tras el asesinato del jeque Abdel-Wahid, los enfrentamientos estallaron en Tariq Beirut, cerca Jdideh entre militantes armados sunitas del Movimiento Futuro y sunitas de Tayyar al-Arabi, dejando tres muertos y heridos 10 y la creación de una tensa situación de seguridad en la capital y el país en su conjunto.
El 6 de septiembre, dos personas resultaron heridas en tiroteos entre miembros del Movimiento Futuro en Beirut, y el ejército se desplegó en la zona.

### Enfrentamientos en Trípoli

#### Junio-Julio
El 30 de mayo, dos personas más resultaron heridas en enfrentamientos entre los barrios Bab al-Tabbaneh y Jabal Mohsen.
En junio 2 a 3, 15 personas murieron y más de 60 resultaron heridas en enfrentamientos cerca de Trípoli. Como resultado de los combates, el Ejército volvió a entrar en Siria Street, que divide los barrios en conflicto, para establecer una zona de separación entre las dos partes. Tras la declaración de un alto el fuego, había varias violaciones de la tregua durante la noche del 3 de junio, en el que resultaron heridos un policía y un soldado.
El 8 de junio, una persona murió y otros tres resultaron heridos cuando los disparos golpeó el barrio alauita en Trípoli.
El 25 de junio, se produjeron enfrentamientos entre las familias que apoyan las diferentes facciones políticas en Miniyeh, norte del Líbano.
El 18 de julio, uno murió y varios resultaron heridos por balas perdidas disparadas durante antisirios celebraciones en Trípoli, tras el bombardeo de varios ministros sirios.
El 27 de julio, dos hombres que se encontraban en su camino a casa a Jabal Mohsen fueron apuñalados por desconocidos, que dan lugar a enfrentamientos entre hombres armados.

#### Agosto
El 9 de agosto, los partidarios sunitas de Hezbollah fromthe movimiento Tawhid se enfrentaron con los salafistas de Trípoli.
El 20 y 21 de agosto, 12 personas murieron y más de 100 heridos, entre ellos 15 soldados, en enfrentamientos entre musulmanes sunitas y alauitas en la ciudad norteña libanesa de Trípoli, en el otro desbordamiento de la guerra en la vecina Siria, según fuentes de seguridad y médicas. Al menos dos de los muertos eran de Jabal Mohsen y cinco eran de Bab al-Tabbaneh. Entre los muertos también fue un niño de 13 años de edad. Cinco de los soldados resultaron heridos por arma de fuego el 20 de agosto, y otros cinco al día siguiente después de que lanzaron una granada a un puesto de control del ejército.
El 22 de agosto, el ejército libanés hizo un nuevo intento de detener la violencia, el despliegue de tropas en los barrios enfrentados. Sin embargo, el ejército sufrió muchas bajas, y se vio obligado a retirarse. Después de abrir un diálogo con los líderes de la comunidad, el ejército logró forjar un alto el fuego entre las dos partes.
El alto el fuego se disolvió el 23 de agosto, ya que nuevos enfrentamientos estallaron por toda la ciudad. El Ejército libanés ha desplegado tanques en los barrios, en un nuevo intento de poner la situación bajo control. Mientras que una cierta calma se volvió, enfrentamientos esporádicos continuaron durante todo el día, y la situación sigue siendo inestable.
El 24 de agosto, más enfrentamientos se produjeron después de un intercambio amanecer de fuego de armas pequeñas y granadas propulsadas por cohetes entre combatientes suníes y alauitas en los barrios de Qobbah y Jabal Muhsin. La escaramuza provocó disturbios largo de los dos distritos, y al menos 7 alauita comercios de propietarios en los barrios sunitas fueron incendiadas por desconocidos. La lucha se intensificó después de la muerte del clérigo sunita jeque Khaled al-Baradei, baleado por un francotirador durante las escaramuzas por la mañana. Sheikh Baradei fue al parecer un comandante de los combatientes islámicos sunitas, y su muerte dio lugar a disturbios sectarios adicional dentro de la ciudad. Dos periodistas de la agencia de noticias desconocidos también resultaron heridos durante los enfrentamientos del día.

### Enfrentamientos en la frontera sirio-libanesa
A principios del verano, dos combatientes de Hezbolá murieron en un enfrentamiento con los rebeldes sirios que estaban en territorio libanés.
El 9 de agosto, tres personas murieron y otras 10 personas resultaron heridas en un choque relacionado con Siria entre sunitas y chiitas en el norte de Líbano.
El 17 de septiembre, sirio de ataque a tierra los aviones dispararon tres misiles a 500 metros (1.600 pies) a lo largo de la frontera en territorio libanés cerca de Arsal. Se sugirió que los chorros estaban persiguiendo a los rebeldes en los alrededores. El ataque se le solicite presidente libanés Michel Sleiman a iniciar una investigación, aunque no públicamente culpar a Siria por el incidente.
El 22 de septiembre, un grupo de miembros armados del Ejército Sirio Libre atacaron un puesto fronterizo cerca de Arsal. Así lo informó a ser la segunda incursión en una semana. El grupo fueron expulsados de las colinas por el Ejército libanés, quien detenidos y luego liberados algunos rebeldes debido a la presión de los locales dignas. Michel Sleiman elogió las medidas adoptadas por los militares como el mantenimiento de la posición del Líbano es "neutral de los conflictos de los demás". Hizo un llamado a los residentes fronterizos para "estar al lado de su ejército y ayudar a sus miembros." Siria ha pedido en repetidas ocasiones una ofensiva intensificada contra los rebeldes que, según afirma, se esconden en las ciudades fronterizas libanesas.
El 11 de octubre de 2012, cuatro proyectiles disparados por el golpe militar siria Masharih al-Qaa, en incidentes anteriores bombardeos han causado víctimas mortales. La posición del Líbano de ignorar los ataques y desmarcarse del conflicto se mantuvo sin cambios. Las Naciones Unidas indicaron que alrededor de ochenta mil refugiados procedentes de Siria están siendo alojados en el Líbano.
En octubre de Hassan Nasrallah negó miembros de Hezbolá estaban luchando junto al ejército sirio, pero que los libaneses en Siria sólo estaban protegiendo las aldeas libanesas habitadas al lado del Ejército Sirio Libre.

#### Control de la frontera
El 30 de abril de 2017, el ejército de la República Árabe Siria, junto a Hezbolá, lograron controlar toda la frontera entre Líbano y Siria, que se encontraba en poder de grupos yihadistas como Al-Qaeda y Estado Islámico.

### Enfrentamientos en los campos de refugiados
El 16 de junio, un palestino murió y otros ocho resultaron heridos en enfrentamientos con el Ejército libanés en Nahr al-Bared. El 18 de junio, dos palestinos murieron y 10 más resultaron heridos en el campo de Nahr al-Bared y un palestino murió en Ain al-Hilweh mientras protestaban por el Ejército libanés. El 27 de junio, se produjeron enfrentamientos en la Bourj al-Barajneh, sin bajas.

### Asesinato de Wissam al-Hasan
El 19 de octubre, un coche bomba mató a ocho personas en el vecindario de Achrafieh, en Beirut, incluido el general de brigada Wissam al-Hassan, jefe de la Oficina de Inteligencia de las Fuerzas de Seguridad Interna. 78 personas resultaron heridas en el atentado. Fue el mayor ataque en la capital desde 2008. El asesinato provocó disturbios violentos en todo el país. Tras la muerte de Wissam al-Hassan, Saad Hariri y varios otros líderes políticos libaneses desde la anti-Asad Alianza 14 de Marzo acusó directamente a los sirios de estar detrás del ataque, mientras que el Movimiento del Futuro llamó al primer ministro Najib Mikati a renunciar de inmediato, alegando su gabinete habían demostrado incapacidad para mantener la seguridad del país. Un miembro del Movimiento de Unificación Islámica murió en Trípoli el mismo día, cuando pro-Hariri hombres armados tomaron el control de Trípoli, y se enfrentaron con miembros de la IUM y SSNP.
El 21 de octubre se produjeron violentos enfrentamientos en todo el país que fueron desencadenadas por el asesinato. Dos niñas y un hombre murieron durante los enfrentamientos entre Bab Tabbaneh y Jabal Mohsen. La noche siguiente, hombres armados pro-Hariri se enfrentaron con rivales en la Tariq al-Jadeedah barrio de Beirut. Dos sunitas y Alevi un murieron en Trípoli y 15 personas resultaron heridas el 22 de octubre. En total, los enfrentamientos 19-23 de octubre salió 10 muertos y 65 heridos.

### Enfrentamientos de diciembre de 2012
Los enfrentamientos entre partidarios y detractores del gobierno sirio en la ciudad de Trípoli, en el Norte del Líbano, no cesan y tras una semana de conflictos dejan un saldo de al menos 14 muertos y más de 90 heridos. 
el sábado 8 de diciembre de 2012 4 muertos más y otras 40 han resultado heridas en Trípoli, al norte del país. 
Este domingo llegaron a Trípoli los cuerpos de tres víctimas de la veintena de suníes y palestinos procedente de Líbano que murieron a manos del Ejército sirio cuando luchaban junto a los rebeldes el pasado día 30. Fue este suceso el que incrementó la violencia en el norte del país durante la última semana.
El Consejo de Seguridad libanés se reunió este domingo para tratar de buscar soluciones a la actual situación.
Todos los intentos de las autoridades para poner un alto el fuego entre las partes aún no ha conducido al resultado deseado. Los grupos armados utilizan en las escaramuzas no sólo de armas de fuego, sino también lanzagranadas y ametralladoras pesadas.
El lunes 10 de diciembre de 2012, cientos de soldados y decenas de vehículos blindados de las Fuerzas Armadas del Líbano han sido desplegados en Trípoli, la segunda ciudad libanesa, en un intento de acabar con las refriegas entre milicias suníes, partidarias de los rebeldes sirios, y alauíes, partidarias del gobierno de Bachar al Asad.

### Oleada de atentados terroristas contra los barrios chiís de Beirut (principios de 2014)
En las primeras semanas de 2014 se registraron varios atentados suicidas en los barrios chiís de Beirut dominados por Hezbolá. La mayoría fueron reivindicados por el Frente Al Nusra, una organización suní ligada a Al Qaeda nacida durante la guerra civil siria y que opera también en ese país. Uno de los atentados más sangrientos tuvo lugar el 21 de enero.

## Reacciones
En agosto, el primer ministro Najib Miqati, natural de Trípoli, emitió un comunicado diciendo que "los esfuerzos para arrastrar el Líbano cada vez más en el conflicto en Siria cuando lo que se requiere es que los líderes de cooperar ... para proteger al Líbano del peligro" e instó a la comunidad internacional para ayudar a evitar que el Líbano de ser otro teatro de la guerra civil siria. Y agregó: "El trabajo de gabinete no es una prioridad en comparación con lo que el país está siendo testigo de lo que se refiere a la exposición a la crisis siria y trata de transferir al Líbano, el país está en gran peligro.".
El 22 de mayo, Hezbolá diputado líder, el jeque Naim Qassem condolencias sunita Gran Muftí Mohammed Rashid Qabbani por los asesinatos, y transmitió las condolencias de Hassan Nasrallah. El mismo día, Shadi Mawlawi, el islamista cuya detención provocó los enfrentamientos en Trípoli, fue puesto en libertad, pero los manifestantes islamistas no impidió que la sentada de protesta, ya que querían 123 otros islamistas liberados también. El Movimiento Futuro pidió Mikati a renunciar de inmediato, alegando que su gabinete había demostrado incapacidad para mantener la seguridad del país. Fuerzas Libanesas, Samir Geagea líder acusó a Hezbolá de la formación y armar a grupos en Trípoli.
An Nahar citó fuentes no identificadas "occidentales diplomáticas" como indicando que estos incidentes fueron el comienzo de una revolución Salafista dirigido a armar el levantamiento en Siria. Salafistas en Líbano a menudo han expresado su apoyo a la revuelta en Siria. La Alianza 14 de Marzo también acusó al gobierno sirio de tratar de arrastrar al Líbano a su crisis. El Movimiento Futuro del exdiputado Mustafa Alloush dijo después de la reunión semanal regular: "En realidad, es un intento de hacer de Trípoli, una zona de terrorismo también tiene por objeto conseguir área norte del Líbano, que ha acogido y ayudado el sirio desplazados.". Llamadas por Rifaat Eid, el jefe del Partido Democrático Árabe, para un retorno del ejército sirio a Trípoli para imponer la seguridad en la ciudad fueron rechazadas por el primer ministro Najib Mikati.